# Bonafide
Bonafide är ett svenskt rockband, som grundades av sångaren/gitarristen Pontus Snibb i Malmö 2006 . Bandet består idag av Pontus Snibb, Martin Ekelund Niklas Matsson och Anders Rosell. Bandet fick uppmärksamhet efter att ha släppt sitt självbetitlade debutalbum samma år och gjort två framträdanden vid Sweden Rock Festival året därpå, samt förbandsspelningar till band som Deep Purple, Quireboys och Status Quo. Deras mest välkända låt är Fill Your Head With Rock, som skrevs för nämnda festival, och blev utsedd till en av 2011 års bästa låtar av Classic Rock Magazine. Snibb, Ekelund och Matsson är sedan 2023 även medlemmar i bandet Mustasch.

## Historia

### Bandets bildande
Pontus Snibb hade spelat blues och rock i flera år, turnerat och spelat in skivor med band som Mescaleros, SNiBB, Buckaroos, spelat med svenske folk/rock-artisten Mikael Wiehe och som trummis för amerikanska cowpunk-bandet Jason & The Scorchers 
Bonafides första album spelades in i Pontus hemstudio tillsammans med basisten Micke Nilsson (Brickhouse, Mats Ronander), och uppmärksammades av Michael Ivarsson på Sweden Rock Festival och skivbolaget Sweden Rock Records. Efter att gitarristen Mikael Fässberg (från tidigare Iron Maiden-sångaren Paul Di'Annos band)  och trummisen Sticky Bomb (från Kriminella Gitarrer, Wilmer X och Torsson), anslutit släpptes en reviderad version med ett par nya låtar i oktober 2007.

### Genombrott
2008 uppträdde bandet två gånger vid Sweden Rock Festival, varav en som ersättare för Skid Rows före detta sångare Sebastian Bach, som ställt in sin medverkan med kort varsel. Detta gav Bonafide en chans att höras för en stor publik och debutalbumet återsläpptes därefter av bandets nya skivbolag, Sound Pollution, år 2009 utökat med två liveupptagningar från festivalen samt en coverversion av Nazareth-låten Miss Misery.
I januari 2009 påbörjade bandet inspelningen av uppföljaren, Something's Dripping, tillsammans med producenten Chips Kiesbye (Sator, The Hellacopters, The Nomads, Sahara Hotnights),  vilken klättrade till en sextondeplats på den svenska albumlistan. Skivan följdes av bandets första Europaturné, tillsammans med Crucified Barbara, med 35 konserter över större delen av Västeuropa. 
Trummisen Sticky Bomb ersattes för en Spanienturné våren 2010 av Niklas Matsson (från Backdraft och Raging Slab),  som blev fast medlem senare under året. EP:n Fill Your Head With Rock – Old, New, Tried & True, som innehöll två låtar från föregående studioalbum, en tidigare osläppt låt samt tre covers, släpptes i januari 2011  och toppade den svenska midprice-försäljningslistan. Låten No Doubt About It fanns även med på soundtracket till tv-spelet Test Drive Unlimited 2. Ännu en Europaturné genomfördes under våren 2011.

### Internationell uppmärksamhet
Hösten 2011 spelades låten Fill Your Head With Rock i brittisk radio  och bandet förekom i fyra på varandra följande utgåvor av tidningen Classic Rock Magazine, i vilken låten valdes ut som en av årets bästa av redaktionen. Vid festivalen Hard Rock Hell i Prestatyn i norra Wales, spelade bandet för en stor publik och presenterades på scen av formgivaren, radioprataren och dj:n, Steve 'Krusher' Joule.
Basisten Micke Nilsson slutade i bandet under hösten 2011 och ersattes av Martin Ekelund (från Waterdog) . I februari 2012 spelade Bonafide in sin tredje fullängdsskiva  i Gig Studio i Stockholm, som kommer att släppas med titeln Ultimate Rebel den 15 augusti 2012.
I februari gav även Bonafides sångare ut skivan Loud Feathers med sitt nya projekt, Pontus Snibb 3,  där också trummisen Niklas Matsson och basisten Mats Rydström (från Backdraft) ingår.

## Medlemmar
Nuvarande medlemmar
- Pontus Snibb – sång, gitarr (2007–idag)
- Anders Rosell – gitarr (2014–idag)
- Martin Ekelund – basgitarr (2011–idag)
- Niklas Matsson – trummor (2010–idag)

Tidigare medlemmar
- Mikael Fässberg – gitarr (2007–2014)
- Sticky Bomb – trummor (2007–2010)
- Micke Nilsson – basgitarr (2007–2011)

## Diskografi
Studioalbum
- Bonafide (2007, Sweden Rock Records)
- Something's Dripping (2009, Sound Pollution)
- Ultimate Rebel (2012, Rootsy)
- Bombo'" (2013, Cargo Records)
- Denim Devils (2015, Off Yer Rocka Records)
- Flames (2017, Off Yer Rocka Records)

EP
- Fill Your Head With Rock – Old, New, Tried & True (2011, Sound Pollution)
- Hold Down the Fort (2014, Off Yer Rocka Records)

Singlar
- "Dirt Bound" (2009)
- "Doing the Pretty" (2012, Off Yer Rocka Records)